# Папа Аліун Н'Діає
Папа Аліун Н'Діає (фр. Papa Alioune Ndiaye; нар. 27 жовтня 1990, Дакар, Сенегал) — сенегальський футболіст, півзахисник «Адана Демірспор» та національної збірної Сенегалу.

## Клубна кар'єра
Народився в Дакарі, столиці Сенегалу і розпочав кар'єру футболіста в 2008 році, виступаючи за місцеву команду «Діамбарс». На початку 2012 року він на правах оренди перейшов в норвезький клуб «Буде-Глімт», що в той час виступав у Першому дивізіоні Норвегії. У першому ж сезоні Ндіає став гравцем основного складу «Буде-Глімта».
У сезоні 2013 року сенегалець став повноцінним гравцем «Буде-Глімта», який впевнено виграв лігу і отримав право наступного року виступати в Тіппелізі. Ндіає ж став з 12 м'ячами другим після Ібби Лааджаба бомбардиром клубу в тому турнірі і потрапив в десятку найкращих бомбардирів Першого дивізіону 2013 року. 30 березня 2014 року Ндіає дебютував у головній норвезькій лізі в домашньому поєдинку проти «Олесунна», а перший гол у Тіппелізі забив 13 квітня того ж року у ворота гостьової команди «Согндал». За підсумками сезону 2014 року Ндіайє з 9 м'ячами знову став другим бомбардиром клубу після Иббы Лааджаба.
Влітку 2015 року Ндіає став гравцем клубу «Османлиспор», який повернувся за підсумками Першої ліги 2014/15 в Суперлігу. 18 вересня 2015 року Ндіає оформив хет-трик у гостьовому поєдинку проти команди «Мерсін Ідманюрду». У складі клубу провів наступні два роки своєї кар'єри гравця. Граючи у складі «Османлиспора» також здебільшого виходив на поле в основному складі команди.
4 серпня 2017 року за 7,5 млн євро перейшов у «Галатасарай». Проте у турецькому гранді провів лише пів року, а вже 31 січня 2018 року за 14 млн фунтів став гравцем клубу англійської Прем'єр-ліги «Сток Сіті».

## Виступи за збірну
2014 року дебютував в офіційних матчах у складі національної збірної Сенегалу.
У складі збірної був учасником Кубка африканських націй 2017 року у Габоні та чемпіонату світу 2018 року у Росії.

## Статистика виступів

### Статистика клубних виступів
| Сезон                   | Клуб                    | Чемпіонат               | Чемпіонат | Чемпіонат | Національний кубок | Національний кубок | Національний кубок | Континентальні кубки | Континентальні кубки | Континентальні кубки | Суперкубок | Суперкубок | Суперкубок | Усього | Усього |
| Сезон                   | Клуб                    | Ліга                    | Ігор      | Голів     | Ліга               | Ігор               | Голів              | Ліга                 | Ігор                 | Голів                | Ліга       | Ігор       | Голів      | Ігор   | Голів  |
| ----------------------- | ----------------------- | ----------------------- | --------- | --------- | ------------------ | ------------------ | ------------------ | -------------------- | -------------------- | -------------------- | ---------- | ---------- | ---------- | ------ | ------ |
| 2012                    | «Буде-Глімт»            | 1Д (ІІ)                 | 27+2      | 3+0       | КН                 | 4                  | 0                  | -                    | -                    | -                    | -          | -          | -          | 33     | 3      |
| 2013                    | «Буде-Глімт»            | 1Д (ІІ)                 | 27        | 12        | КН                 | 4                  | 3                  | -                    | -                    | -                    | -          | -          | -          | 12     | 1      |
| 2014                    | «Буде-Глімт»            | ЕС                      | 30        | 9         | КН                 | 2                  | 0                  | -                    | -                    | -                    | -          | -          | -          | 32     | 9      |
| 2015                    | «Буде-Глімт»            | ЕС                      | 16        | 4         | КН                 | 2                  | 0                  | -                    | -                    | -                    | -          | -          | -          | 18     | 4      |
| Усього за «Буде-Глімт»  | Усього за «Буде-Глімт»  | Усього за «Буде-Глімт»  | 100+2     | ?0        |                    | 12                 | 3                  |                      | -                    | -                    |            | -          | -          | 106    | 31     |
| 2015–16                 | «Османлиспор»           | СЛ                      | 33        | 11        | КТ                 | 0                  | 0                  | -                    | -                    | -                    | -          | -          | -          | 33     | 11     |
| 2016–17                 | «Османлиспор»           | СЛ                      | 26        | 6         | КТ                 | 2                  | 0                  | ЛЄ                   | 14                   | 1                    | -          | -          | -          | 42     | 7      |
| Усього за «Османлиспор» | Усього за «Османлиспор» | Усього за «Османлиспор» | 59        | 17        |                    | 2                  | 0                  |                      | 14                   | 1                    |            | -          | -          | 75     | 18     |
| 2017–18                 | «Галатасарай»           | СЛ                      | 17        | 1         | КТ                 | 0                  | 0                  | -                    | -                    | -                    | -          | -          | -          | 17     | 1      |
| 2017–18                 | «Сток Сіті»             | ПЛ                      | 0         | 0         | КА+КЛ              | 0                  | 0                  | -                    | -                    | -                    | -          | -          | -          | 0      | 0      |
| Усього за кар'єру       | Усього за кар'єру       | Усього за кар'єру       | 176+2+    | 46+0+     |                    | 14+                | 3+                 |                      | 14                   | 1                    |            | -          | -          | 192+   | 50+    |

### Статистика виступів за збірну
| Дата       | Місто         | Господарі        | Результат               | Гості                | Турнір                                      | Голи | Примітки |
| ---------- | ------------- | ---------------- | ----------------------- | -------------------- | ------------------------------------------- | ---- | -------- |
| 15/10/2014 | Туніс (місто) | Туніс            | 1 – 0                   | Сенегал              | Відбір до Кубка африканських націй 2015     | -    |          |
| 28/5/2016  | Кігалі        | Руанда           | 0 – 2                   | Сенегал              | товариський матч                            | -    | 72'      |
| 4/6/2016   | Бужумбура     | Бурунді          | 0 – 2                   | Сенегал              | Відбір до Кубка африканських націй 2017     | -    | 79'      |
| 8/1/2017   | Браззавіль    | Лівія            | 1 – 2                   | Сенегал              | товариський матч                            | -    | 58'      |
| 11/1/2017  | Браззавіль    | Республіка Конго | 0 – 2                   | Сенегал              | товариський матч                            | 1    | 54'      |
| 15/1/2017  | Франсвіль     | Туніс            | 0 – 2                   | Сенегал              | Кубок африканських націй 2017 - 1-й етап    | -    | 72'      |
| 23/1/2017  | Франсвіль     | Сенегал          | 2 – 2                   | Алжир                | Кубок африканських націй 2017 - 1-й етап    | -    | 78'      |
| 29/1/2017  | Франсвіль     | Сенегал          | 0 – 0 д.ч. (4 - 5 п.п.) | Камерун              | Кубок африканських націй 2017 - чвертьфінал | -    | 109'     |
| 6/6/2017   | Дакар         | Сенегал          | 0 – 0                   | Уганда               | товариський матч                            | -    | 80'      |
| 10/6/2017  | Дакар         | Сенегал          | 3 – 0                   | Екваторіальна Гвінея | Відбір до Кубка африканських націй 2019     | -    |          |
| 2/9/2017   | Дакар         | Сенегал          | 0 – 0                   | Буркіна-Фасо         | Відбір до ЧС 2018                           | -    | 74'      |
| 5/9/2017   | Уагадугу      | Буркіна-Фасо     | 2 – 2                   | Сенегал              | Відбір до ЧС 2018                           | -    |          |
| 7/10/2017  | Прая          | Кабо-Верде       | 0 – 2                   | Сенегал              | Відбір до ЧС 2018                           | -    | 63'      |
| Усього     |               | Матчів           | 13                      |                      | Голів                                       | 1    |          |

## Титули і досягнення
- Володар Кубка Туреччини (1):

«Галатасарай»: 2018–19
- Чемпіон Туреччини (1):

«Галатасарай»: 2018–19
- Срібний призер Кубка африканських націй: 2019